# سه‌سیخک
سه‌سیخک (نام علمی: Triglochin) نام یک سرده از division پیدازادان است.